# Pleistocén
Pleistocén (starším názvem diluvium) je starší oddělení kvartéru (čtvrtohor). Počátek pleistocénu je kladen 2,588 milionu let (Ma) do minulosti (podle dřívější definice to bylo 1,806 milionu let). Ovšem dopad planetky Eltanin, která vytvořila kráter přes 30 km velký, nastal trochu později (před 2,5 milionem let). Stratotyp spodní hranice čtvrtohor a tedy i pleistocénu je ve Vrice, Kalábrie, Itálie – 39°2′ s. š., 17°8′ v. d.. Horní hranice mezi pleistocénem a holocénem je kladena prozatím 11,7 tisíc let (ka) před současnost. Pleistocén se dělí na spodní, střední a svrchní.
Slovo pleistocén je odvozeno z řeckého πλεῖστος (pleistos) („nejvíce, převážný, většinově“) a latinizovaného καινός (kainos) („nový“). Označení pleistocén použil roku 1839 britský právník a geolog Charles Lyell (1797–1875). Latinské slovo diluvium znamená „potopa“ a odkazuje na dobu předpotopní, tedy domněle před potopou světa známou z bible i dalších starověkých kultur.

## Paleogeografie
Jednotlivé kontinenty se v této době již nacházely prakticky v současném postavení a orientaci.

## Klima

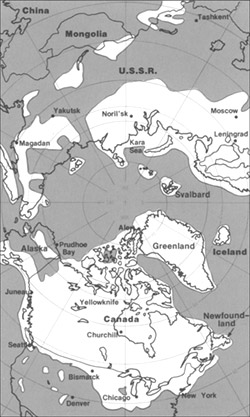
Maximální rozsah pevninského zalednění v pleistocénu

Pleistocenní klima bylo charakteristické opakováním ledových dob (glaciálů), kdy pevninské ledovce dosahovaly v některých místech ke 40. rovnoběžce. Je odhadováno,že až 30 % zemského povrchu bylo pokryto ledem. Navíc zóna permafrostu se táhla do vzdálenosti několik set kilometrů od jižního okraje ledovce v Severní Americe, a mnoha set kilometrů v Eurasii. Průměrná teplota u okraje ledovce byla −6 °C; na okraji permafrostu 0 °C.
V každé periodě zalednění bylo svazováno obrovské množství vody v kontinentálních ledovcích, které dosahovaly mocnosti 1500–3000 metrů. To způsobovalo, že hladina moří byla přes 100 metrů níž než dnes. Během dob meziledových (interglaciály) hladina moří opět stoupala, zaplavovala dřívější pevniny a průměrná teplota na povrchu země byla podobná jako dnes, nebo dokonce vyšší.
Účinky zalednění byly znát po celém světě. Antarktida byla pokryta ledem celý pleistocén, a to už od předcházejícího pliocénu. Andy byly pokryty v Patagonii ledovou čepicí. Ledovce byly též na Novém Zélandu i Tasmánii. V současnosti tající ledovce na Mount Kenya, Kilimandžáro a Ruwenzori byly větší. Ledovce existovaly též v horách Etiopie a na západě v pohoří Atlas.
Na severní polokouli se mnoho ledovců spojilo dohromady. Ledovec pokrýval velkou část Severní Ameriky, celou severní Evropu, Velkou Británii. Velkým ledovcem byly pokryty Alpy, a menší ledovcové splazy měla řada dalších evropských pohoří včetně Šumavy, Krkonoš, Hrubého Jeseníku a Tater. Severní moře byla zamrzlá.
Na jižních okrajích ledovců se tvořila rozsáhlá jezera kvůli přerušeným odtokům a sníženému odpařování v chladném vzduchu. Severní centrální části Severní Ameriky pokrývalo sladkovodní jezero Agassiz. Dalším velkým jezerem bylo jezero Bonneville v místech, kde se dnes nachází Velké Solné jezero. V Eurasii se vyvíjela rozlehlá jezera v důsledku rychlého odtávání ledovců. Řeky byly větší a měly vyšší průtok. V afrických jezerech bylo více vody v důsledku omezeného odpařování.
Na druhé straně pouště byly sušší a rozsáhlejší, protože kvůli menšímu oceánskému odpařování byly srážky nižší.

## Velké události
Před 2,6 miliony let v centru galaxie Mléčná dráha došlo k velké události. Pleistocén mohl odstartovat impakt Eltanin.
Před přibližně 900 tisíci lety došlo téměř k vymření člověka, ale je to sporné tvrzení. Do této doby se datuje i kráter Žamanšin (největší známý kráter pleistocénu) z něhož pochází irgizit. Před 840 tisíci lety soptil vulkán Toba srovnatelně s jeho erupcí před 75 tisíci lety. Patrně jde o největší erupce pleistocénu, které obě mohly ovlivnit populaci člověka (Tobská katastrofa).
V období pleistocénu rozlišujeme pět ledových dob, ty se nazývají též glaciály a označují se podle jmen řek. Nejstarší známý glaciál se označuje jako donau, po něm následují günz, mindel, riss a würm. Doby meziledové se nazývají interglaciály a označují se např. mindel/riss apod. Ledové doby však nelze vidět jako souvislé období ochlazení, ale dělí se též na další menší maxima a minima, kdy se ledovce rozšiřovaly a zase zmenšovaly. Chladnější období v rámci glaciálu se nazývají stadiály, ty se označují např. Würm I, Würm II apod. Teplejší období mezi nimi jsou interstadiály a ty se označují např. Würm I/II.
Interglaciály trvají kratší dobu než glaciály. Zatímco nástup glaciálu je pozvolný a pomalý, jeho konec spojený s prudkým oteplením a rychlým táním ledovců je pak rychlý.
Průběh změn klimatu a průměrných teplot na zemi však nelze rovněž vidět jen jako pouhé ochlazení v době ledové a oteplení v době meziledové. Ve skutečnosti se jedná o složitý proces neustálých proměn podnebí jak lokálních, tak globálních.
V různých oblastech jsou tyto glaciální události definovány v souladu s regionální glaciální historií a nesou pak i odlišné názvy. Zmíněná terminologie günz-mindel-riss-würm platí pro alpskou horskou oblast.
Glaciálům odpovídají též pluviály a interpluviály, podle latinského pluvia – déšť

## Fauna

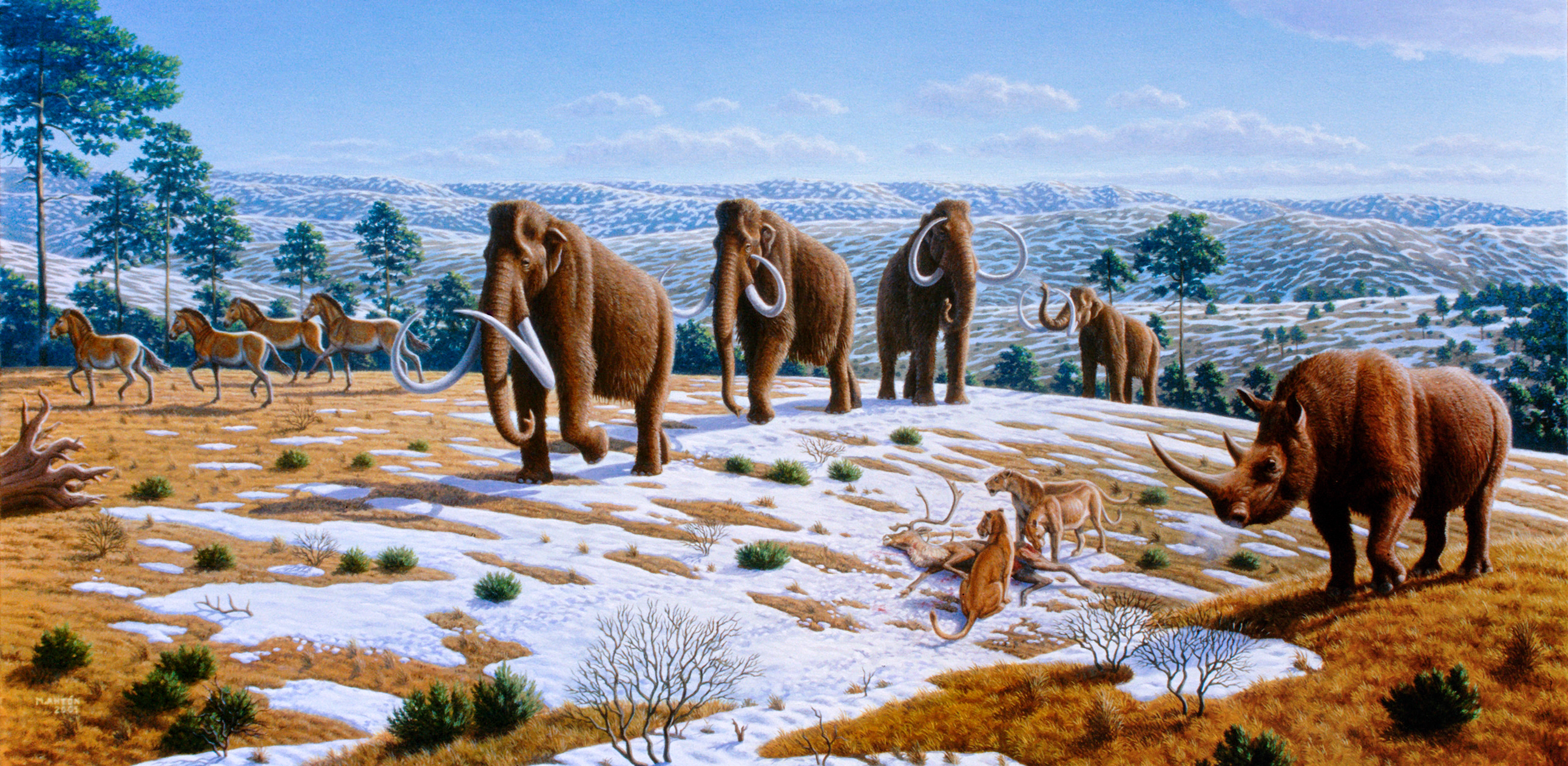
Velká pleistocenní fauna

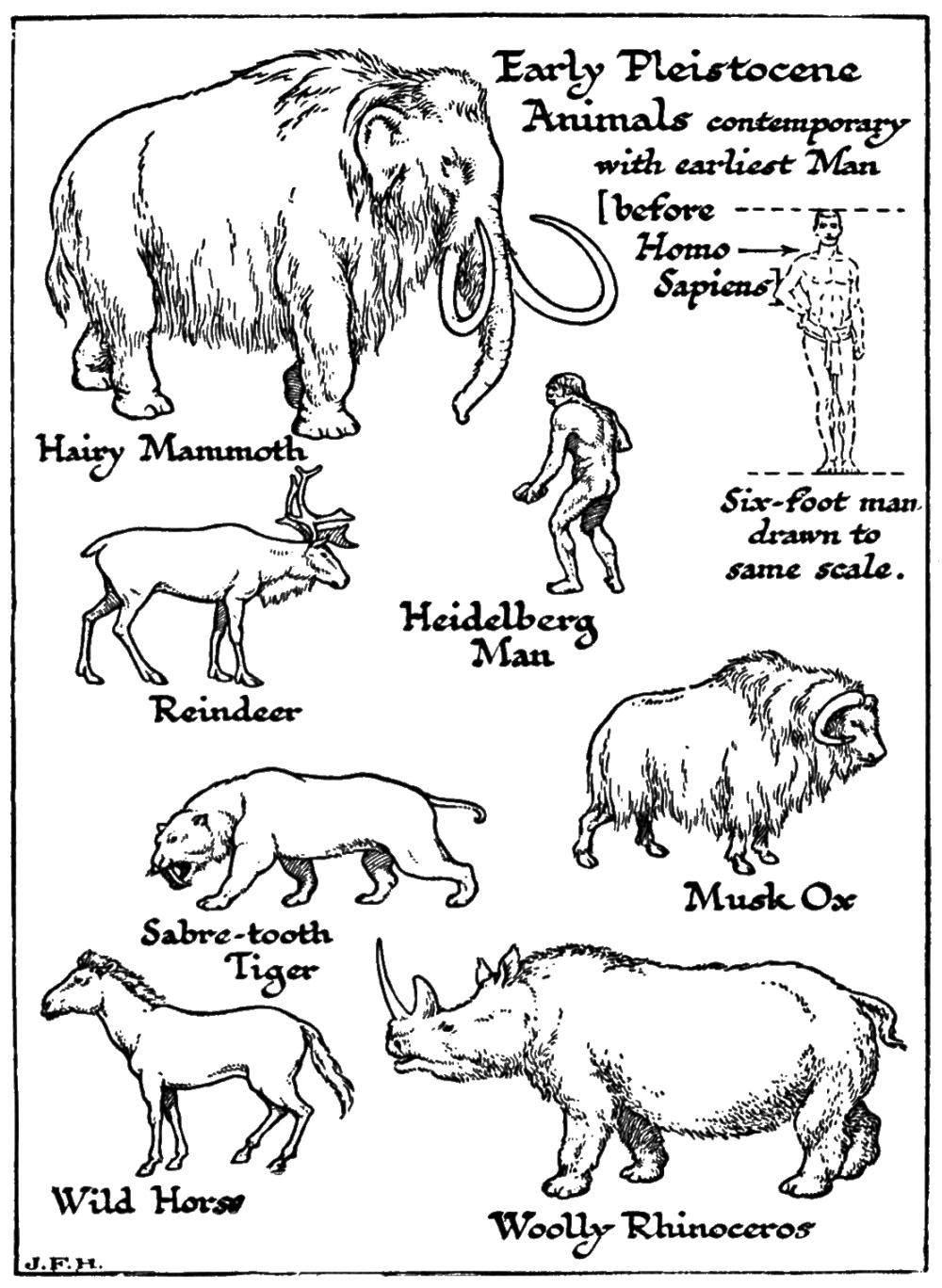
Pleistocenní fauna

Během pleistocénu dochází k postupnému vymírání tzv. megafauny (ale i k lovení menších živočichů). Toto vymírání začalo již v pliocénu. Nejvíc velkých savců vymíralo na konci posledního glaciálu – würmu. Vymírají mastodonti, mamuti, šavlozubí tygři a další druhy. Pokračuje vývoj člověka. Během poslední doby ledové se objevuje již jeho moderní forma – poddruh Homo sapiens sapiens. Vymírají neandertálci. Většina rostlinných i živočišných druhů známých z dneška v té době již existovala.

## Pleistocenní sedimenty
| Geologické období | Geologické období | Kontinentální zalednění sev. Evropy | Horské zalednění Alp | Stáří (miliony let) |
| ----------------- | ----------------- | ----------------------------------- | -------------------- | ------------------- |
| Pleistocén        | svrchní           | Weichsel (glaciál)                  | Würm                 | 0,129               |
| Pleistocén        | svrchní           | Eem (interglaciál)                  | Riss/Würm            | 0,129               |
| Pleistocén        | chiban            | Saale (glaciál)                     | Riss                 | 0,774               |
| Pleistocén        | chiban            | Holstein (interglaciál)             | Mindel/Riss          | 0,774               |
| Pleistocén        | chiban            | Elster (glaciál)                    | Mindel               | 0,774               |
| Pleistocén        | chiban            | Cromer (několik gl. a igl.)         | Haslach              | 0,774               |
| Pleistocén        | chiban            | Cromer (několik gl. a igl.)         | Günz/Mindel          | 0,774               |
| Pleistocén        | calabr            | Bavel (několik gl. a ingl.)         | Günz                 | 1,80                |
| Pleistocén        | calabr            | Bavel (několik gl. a ingl.)         | Donau/Günz           | 1,80                |
| Pleistocén        | calabr            | Menap (glaciál)                     | Donau                | 1,80                |
| Pleistocén        | calabr            | Waal (integlaciál)                  | Donau                | 1,80                |
| Pleistocén        | calabr            | Eburon (glaciál)                    | Donau                | 1,80                |
| Pleistocén        | gelas             |                                     |                      | 2,58                |

Pleistocenní sedimenty se nacházejí v jezerních usazeninách, ve sprašových vrstvách nebo v jeskyních. V podmínkách České republiky se jedná např. o silné vrstvy naváté spraše. Typické je střídání režimů vodních toků, tzv. režim meandrující a divočící řeky. Při odtávání ledovců na konci ledové doby mají řeky sezónně vysoký průtok, ale břehy ještě nejsou zpevněny vegetací, jelikož oblasti Čech se v té době nachází tundra nebo step a tato půda již ale není trvale zmrzlá. Proto se tok řeky zařezává hluboko do krajiny, během vydatných povodní mění své koryto. Tím se vytváří tzv. říční terasa. Takto lze vidět několik říčních teras např. na Vltavě nebo na Labi. V režimu meandrující řeky tato řeka teče klidně, průtok je nižší a není tak proměnlivý a břehy jsou již zpevněny vzrostlou vegetací, řeka se pak tolik nezařezává do terénu.